# Белый день (группа)
«Белый день» — советский и российский музыкальный коллектив.

## Творческая биография
Музыкальная группа «Белый день» была организована в 1990 году в Советском Союзе, выпускниками Российской академии музыки имени Гнесиных. Художественный руководитель группы — Валерий Сёмин. Первой солисткой стала Лена Василёк (жена Сёмина до 2012 года). В 1991 году группа выпустила дебютный альбом «Русские песни» состоящий из русских народных песен

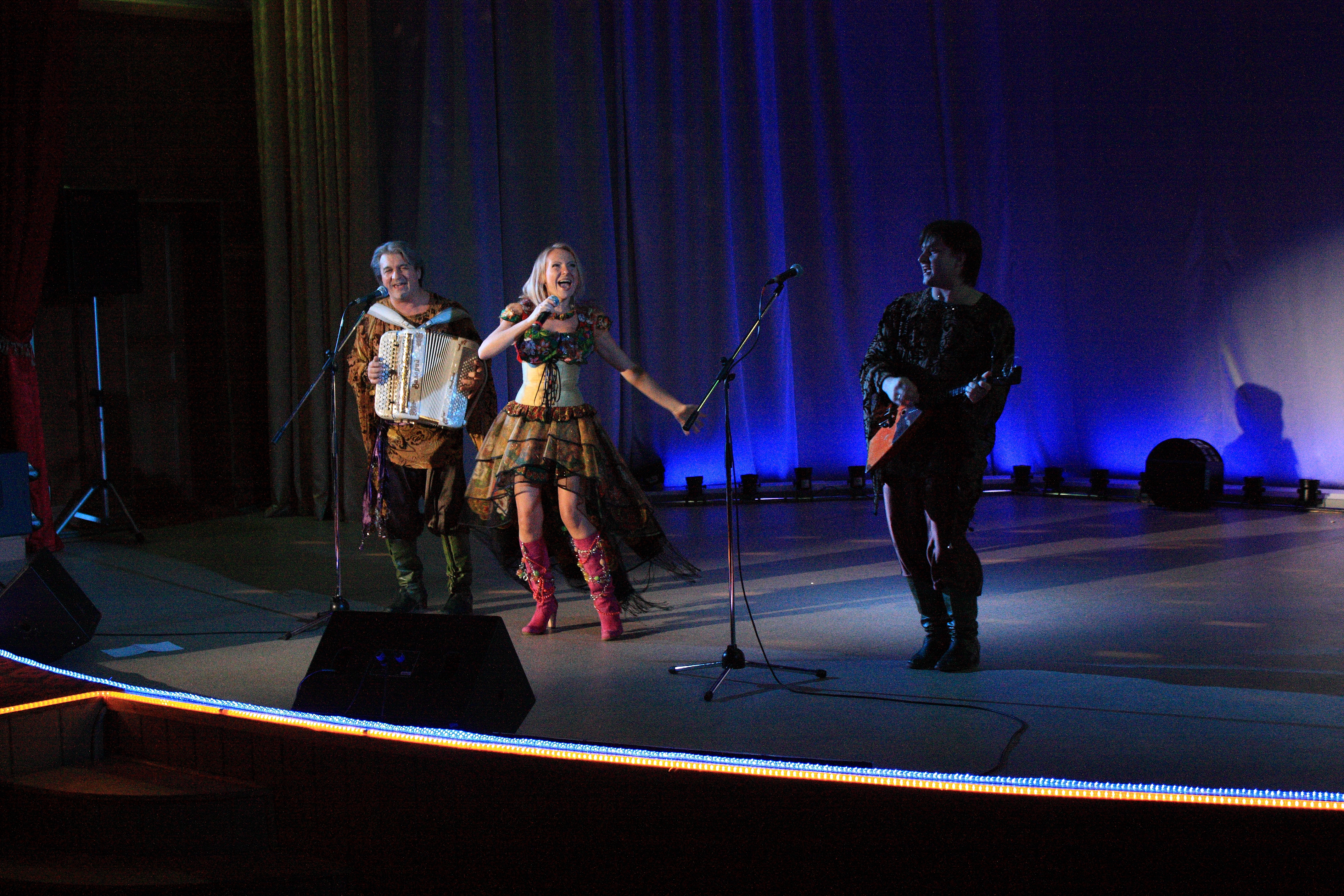
«Белый день» с программой «Весняночка» в Северодвинске

Довольно продолжительный промежуток времени музыканты ансамбля «Белый день» выступали с гастролями за пределами СССР и СНГ. Германия, Дания, Италия, США, Турция, Китай и другие страны рукоплескали артистам коллектива, где «Белый день» становился лауреатом всевозможных музыкальных фестивалей и международных конкурсов.
Известность на родине пришла к группе «Белый день» в 1996 году, после того, как она создала свою оригинальную инструментальную программу «Балалайка in Rock», в которой музыканты ансамбля исполнили на русских музыкальных инструментах кавер-версии всемирно известных хитов таких рок-мэтров, как «Beatles», «Boney M.», «Deep Purple», «Metallica», «Queen». В марте 1999 вышел первый эстрадный альбом группы «Уху я варила», который принёс музыкантам по-настоящему народную популярность. Наряду с известными народными песнями в альбом вошли песни на слова и музыку солистки ансамбля Елены Василёк, а также две песни на музыку Валерия Сёмина и ремейк композиции «Стою на полустаночке». Вдохновлённые успехом участники коллектива уже в следующем году выпускают новый альбом «Песни о любви». Всего в период с 1999 по 2011 группа выпустила семь номерных альбомов и пять сборников лучших песен.
Также участники коллектива появлялись в телепередачах «С лёгким паром!» (Первый канал), «В нашу гавань заходили корабли» (НТВ, ТВС), «Не скучай» (РТР) и других. Помимо телевидения, Валерий Сёмин и Лена Василёк выступали в роли ведущих авторской радиопрограммы «Гости» (Радио «Тройка» и «Шансон», после 2012 года на Радио 1, единственным ведущим стал Сёмин). В 2011—2012 супруги вели программу «Дело было на даче» на «Радио Дача».
В 2005 году «Белый день» выпустили альбом «Запевай, земляки!», оказавшийся гораздо грустнее и лиричнее предыдущих дисков группы. Песня «Галина» (сл. и муз. Л. Василёк) стала визитной карточкой группы. Её взял в свой репертуар Николай Гнатюк.
Осенью 2012 года Валерий Сёмин прекратил сотрудничество с Леной Василёк. Основатели «Белого дня» фактически начали сольные карьеры. Группа была преобразована в сопровождающие музыкальные коллективы Сёмина и Василёк (в 2013—2016 гг. солисткой сёминского «Белого дня» была также Валентина Рязанова). В 2016 году Лена Василёк была вынуждена отказаться от бренда «Белый день», так как его запатентовал Сёмин.

## Состав
- Валерий Сёмин — основатель, художественный руководитель группы, баянист, автор аранжировок, автор музыки некоторых песен, с 2013 года солист.
- Лена Василёк — солистка, автор песен.
- Андрей Сандалов (с 2006) — балалайка.

## Дискография группы

### «Белый день»
- 1991 — «Русские песни»
- 1995 — «Around the world»
- 1996 — «Балалайка in Rock»
- 1999 — «Уху я варила»

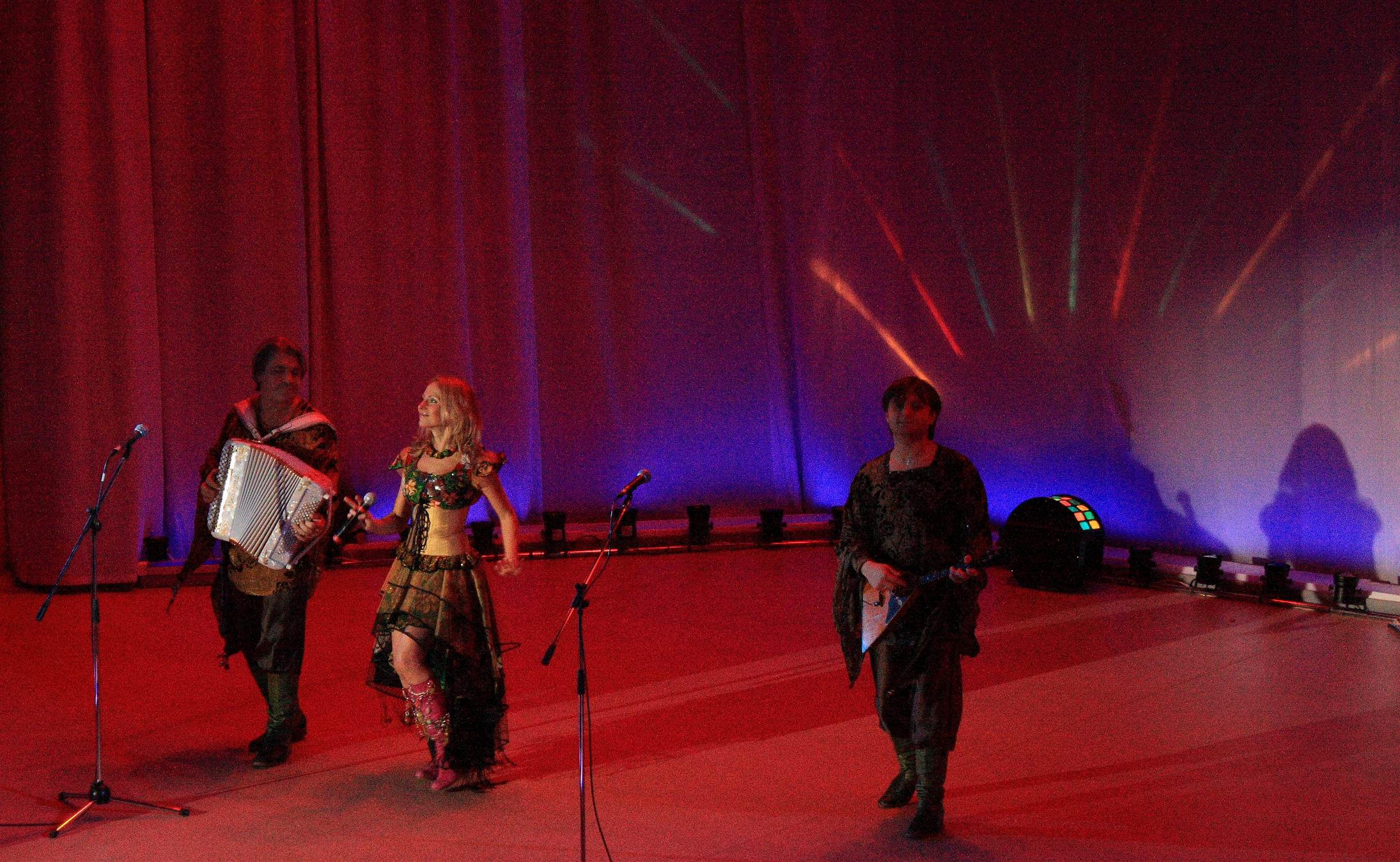
Слева направо: Валерий Семин, Елена Василёк, Андрей Сандалов

- 2000 — «Песни о любви» (дополненное двумя песнями переиздание в 2003 году)
- 2001 — «Ай-яй-яй»
- 2001 — «Деревенька»
- 2002 — «Ай-яй-яй по-новому»
- 2002 — «Цветики полевые»
- 2002 — «Любимые песни»
- 2003 — «Трактористка»
- 2004 — «Весело живем» «Best»
- 2005 — «Запевай, земляки!» (переиздание в 2010 году)
- 2009 — «Горько!»
- 2011 — «Галина»

### Лена Василёк и группа «Белый день»
- 2013 — «Я люблю тебя, мама»
- 2015 — «Босиком по России»

### Валерий Сёмин и группа «Белый день»
- 2013 — «От всей души»
- 2013 — «Милая роща» (переиздание в 2016 году)
- 2014 — «Надо жить»
- 2016 — «Улыбнись, судьба!»
- 2018 — «Играй, баян!»
- 2018 — «Я гармошечку в руки возьму»
- 2019 — «Баян, душа моя!»
- 2020     "Душевный разговор"

### DVD
- 2004 — «Деревенька»
- 2007 — «Бабье лето»
- 2010 — «Галина. Фильм-концерт»

## Фильмография
Участники группы «Белый день» принимали участие в съёмках следующих фильмов:
- 2000 — «Свадьба»
- 2002 — «Раскалённая суббота»
- 2002 — «Олигарх»